# رئیس‌های وحشتناک
رئیس‌های وحشتناک (به انگلیسی: Horrible Bosses) فیلمی آمریکایی در ژانر کمدی سیاه به کارگردانی ست گوردون و نوشته‌شده به‌دست مایکل مارکوویتز، جان فرانسیس دالی و جاناتان گلداستاین، بر اساس داستانی از مارکوویتز است که در سال ۲۰۱۱ منتشر شد. جیسون بیتمن، چارلی دی، جیسون سودیکیس، جنیفر آنیستون، کالین فارل، کوین اسپیسی و جیمی فاکس در این فیلم ایفای نقش کردند. فیلم، داستان سه دوست با بازی بیتمن، دی و سودیکیس را روایت می‌کند که تصمیم می‌گیرند رئیس‌های زورگو و متجاوزشان را-که توسط اسپیسی، آنیستون و فارل به تصویر کشیده‌می‌شوند-به قتل برسانند.
در سال ۲۰۰۵، فیلم‌نامه مارکوویتز توسط نیو لاین سینما خریداری شد. فیلم، شش سال را در مرحله پیش‌تولید گذراند و بازیگران مختلفی برای ایفای نقش‌ها به پروژه پیوستند. در سال ۲۰۱۰، گلداستاین و دالی فیلم‌نامه را بازنویسی کردند و سرانجام فیلم به مرحله تولید رسید.
رئیس‌های وحشتناک نخستین بار در ۳۰ ژوئن ۲۰۱۱ در لس آنجلس به روی پرده رفت و در ۸ ژوئیه ۲۰۱۱ اکران رسمی خود را آغاز کرد. عملکرد فیلم، فراتر از انتظارات مالی بود و در سه روز اول بیش از ۲۸ میلیون دلار در گیشه فروخت که آن را به دومین فیلم پرفروش افتتاحیه ایالات متحده تبدیل کرد؛ فیلم تا پایان اکران در سراسر جهان، بیش از ۲۰۹ میلیون دلار فروش رفت. رئیس‌های وحشتناک عموماً نظرات مثبتی از سوی منتقدان دریافت کرد و در زمینه اجرای بازیگران، داستان و طنز، ستایش شد.
ادامه این فیلم با نام رئیس‌های وحشتناک ۲ در ۲۶ نوامبر ۲۰۱۴ اکران شد.

## داستان
داستان فیلم درباره سه دوست است که هر یک در محیط کار با یک رئیس وحشتناک سر و کار دارند. نیک هندریکس، کارمند منضبط و وظیفه‌شناسی است که رئیس سخت‌گیرش دیوید هارکین، ماه‌ها با وعده ارتقا به سختی از او کار می‌کشد و در نهایت به او می‌گوید که این وعده، فقط برای این بوده که نیک، بیشتر تلاش کند. دیل آربس دستیار دندان‌پزشکی است که توسط رئیس خود، دکتر جولیا هریس-که یک منحرف جنسی است-مورد آزار جنسی قرار می‌گیرد؛ او دیل را تهدید می‌کند که اگر با او رابطه جنسی نداشته باشد به نامزدش استیسی می‌گوید که دیل با او رابطه داشته‌است. کرت باکمن در یک شرکت تولیدات شیمیایی کار می‌کند که پس از مرگ رئیس نازنینش جک، به‌دست پسر معتاد و نالایق او یعنی بابی می‌افتد که با کرت نیز مشکل دارد.
آن‌ها از وضعیت موجود خسته می‌شوند و سعی می‌کنند که رئیسانشان را بکشند؛ آن‌ها هنگام جستجوی یک قاتل حرفه‌ای با دین جونز-که به‌تازگی از زندان آزاد شده-آشنا می‌شوند. دین جونز موافقت می‌کند که مشاور آن‌ها باشد و به آن‌ها پیشنهاد می‌دهد که رئیس‌های یکدیگر را بکشند تا انگیزه قتل آن‌ها مشخص نباشد و در عین حال، مرگ‌ها را طبیعی نشان دهند.

## بازیگران
- جیسون بیتمن در نقش نیک هندریکس، کارمند سخت‌کوشی که رئیسش به او وعده دروغین ارتقا داده‌بود. مارکوویتز اعلام کرد که این نقش را از اول برای بیتمن در نظر گرفته‌بود.[۱]
- چارلی دی در نقش دیل آریس، دستیار دندان‌پزشکی-که توسط رئیس خود مورد آزار جنسی قرار می‌گیرد-رابطه او با نامزدش را یک «عاشقانه ناامیدوارانه» توصیف کرده‌اند.[۲] در ابتدا اشتون کوچر در حال مذاکره برای ایفای این نقش بود؛ اما پس از بازی دی در فیلم فاصله گرفتن، او برای این نقش انتخاب شد.[۳] رویترز گزارش کرد که بسیاری از منتقدان، بازی او را چشمگیرتر از بازیگران دیگر توصیف کرده‌اند.[۴]
- جیسون سودیکیس در نقش کرت باکمن، مدیر امور مالی یک شرکت شیمیایی-که پس از مرگ رئیس قبلی‌اش، با رئیس جدیدش که معتاد به مواد مخدر اعتیاد است-مشکل دارد. سودیکس در مه ۲۰۱۰ برای این نقش انتخاب شد.[۵]
- جنیفر آنیستون در نقش دکتر جولیا هریس، دندانپزشک و رئیس دیل آریس. مارکوویتز اعلام کرد که این شخصیت را بر اساس یک رئیس سابق ساخت و ادعا کرد که «او از نظر جنسی با همه خشن و شبیه کروئلا دویل بود.» آنیستون برای این نقش، کلاه‌گیس قهوه‌ای پوشید و سعی کرد که متفاوت‌تر از نقش‌های قبلی‌اش باشد.[۶]
- کوین اسپیسی در نقش دیوید هارکین، رئیس سخت‌گیر و روانی نیک هندریکس. نیو لاین سینما با تام کروز، فیلیپ سیمور هافمن و جف بریجز برای ایفای این نقش تماس گرفته‌بود؛ اما در ژوئن ۲۰۱۰ اسپیسی برای این نقش انتخاب شد.[۷] گوردون اعلام کرد که این شخصیت، ترکیبی از شخصیت چند رئیس واقعی، برای جلوگیری از شکایت است.[۸]
- کالین فارل در نقش بابی پلیت، رئیس جدید کرت باکمن و پسر جک پلیت. او به‌عنوان «کسی‌که مسئول امور است اما نمی‌داند چه‌کاری انجام می‌دهد» توصیف شده‌است.
- جیمی فاکس در نقش دین «ام‌اف» جونز، مشاور قتل نیک، دیل و کرت. فاکس برای توسعه شخصیت، پوشش‌ و خال‌کوبی‌ها را به سازندگان پیشنهاد کرد.

در طول توسعه شش‌ساله فیلم، چندین بازیگر، همچون: دکس شپارد، اوون ویلسون، متیو مک‌کانهی، رایان رینولدز، وینس وان و جانی ناکسویل در حال مذاکره برای بازی در این فیلم بودند.
دونالد ساترلند نقش جک پلیت، پدر بابی و رئیس کرت را به‌تصویر می‌کشد. همچنین جولی بوون در نقش روندا، همسر دیوید هارکین، یوان گریفید در نقش مردی که به‌اشتباه به‌جای قاتل استخدام می‌شود و لیندسی اسلون در نقش استیسی، نامزد دیل، در این فیلم به‌ایفای نقش پرداخته‌اند. مگان مارکل، برایان جرج، چاد کولمن، وندل پیرس و ران وایت در نقش‌هایی کوتاه در فیلم حضور دارند.

## انتشار

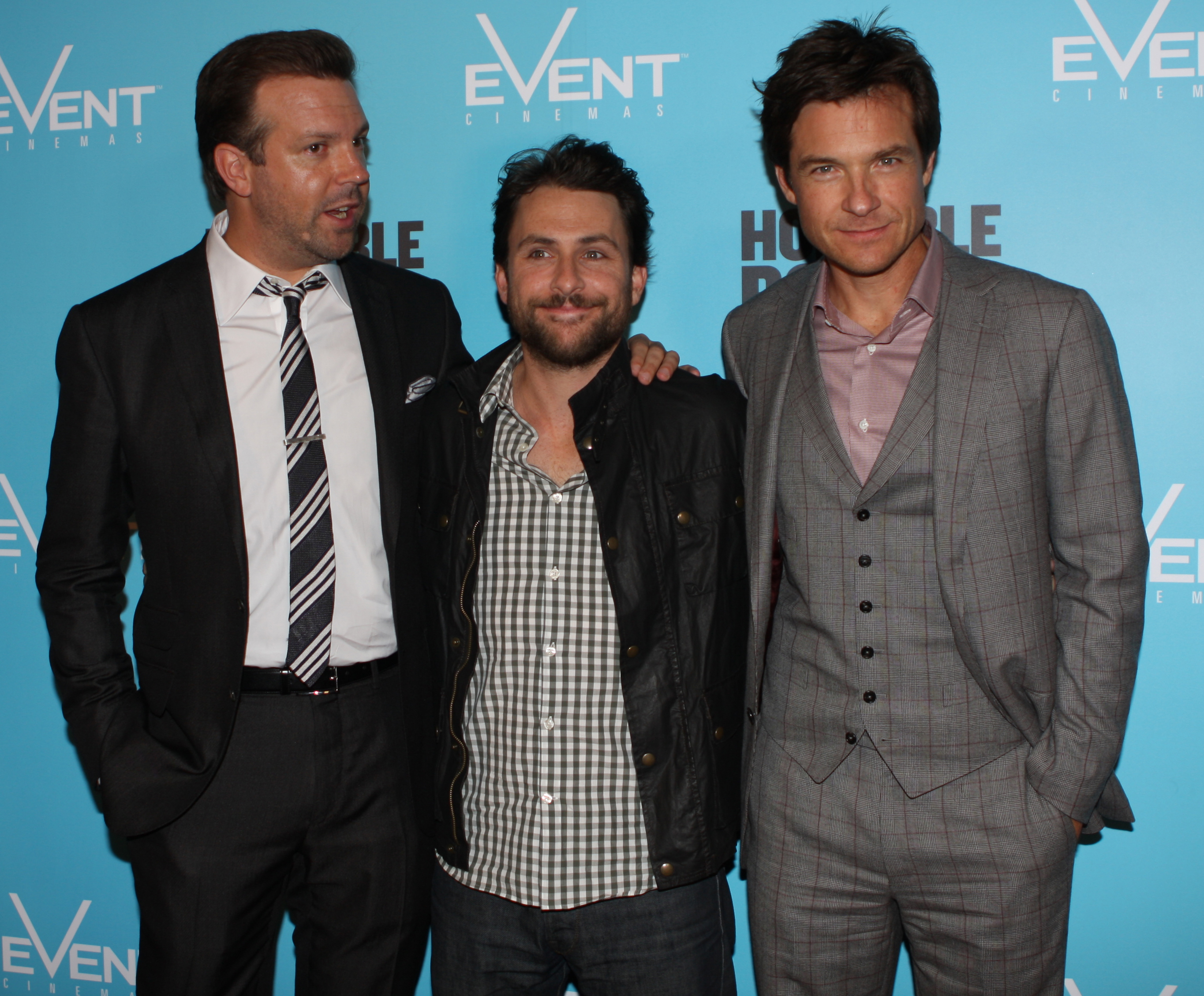
از چپ به راست: جیسون سودیکس، چارلی دی و جیسون بیتمن در افتتاحیه فیلم در سیدنی، آگوست ۲۰۱۱

اولین نمایش جهانی رئیس‌های وحشتناک در ۳۰ ژوئن ۲۰۱۱ در تئاتر چینی تی‌سی‌ال در هالیوود، کالیفرنیا برگزار شد.

### گیشه
رئیس‌های وحشتناک در آمریکای شمالی، ۱۱۷٫۵ میلیون دلار (۵۶٫۱٪)، در بازار بین‌المللی، ۹۲٫۲ میلیون دلار (۴۳٫۹٪) و نیز در کل، ۲۰۹٫۶ میلیون دلار، در برابر بودجه ۳۵ میلیون دلاری، فیلم فروخت.
آمریکای شمالی
رئیس‌های وحشتناک در ۸ ژوئیه ۲۰۱۱ در ایالات متحده و کانادا در ۳٫۰۴۰ سینما اکران شد. فیلم در روز اول اکران، ۹٫۹ میلیون دلار فروش رفت که آن را بعد از معلم بد (۱۲٫۲ میلیون دلار) به دومین فیلم پرفروش کمدی رده سنی «آر» تابستانی در روز اول تبدیل کرد. فیلم تا پایان هفته اول خود، بیش از ۲۸ میلیون دلار، به‌طور متوسط، ۹٫۳۱۰ دلار برای هر سینما فروش رفت و پس از تبدیل‌شوندگان: نیمه تاریک ماه (۴۷٫۱ میلیون دلار) در جایگاه دوم جدول فروش هفتگی قرار گرفت. همچنین در رده دوم پرفروش‌ترین فیلم‌های کمدی درجه «آر» در هفته اول، بعد از معلم بد (۳۱٫۶ میلیون دلار) و با پشت سر گذاشتن همسران استپفورد (۲۱٫۴ میلیون دلار) تبدیل به پرفروش‌ترین فیلم کمدی سیاه تا پایان هفته اول شد. در هفته دوم اکران (۱۵ تا ۱۷ ژوئیه)، فیلم در ۹۴ سالن سینما دیگر نیز به نمایش درآمد و در دو روز، ۱۷٫۶ میلیون دلار فروخت و در آخر هفته، در جایگاه سوم قرار گرفت.
بازار بین‌المللی
رئیس‌های وحشتناک در ۷ ژوئیه ۲۰۱۱ در امارات متحده عربی (۲۵۸٫۱۰۸ دلار) و در ۸ ژوئیه در استونی (۲۴٫۴۷۱ دلار)، لتونی (۱۵٫۷۵۰ دلار)، لبنان (۳۶٫۳۱۶ دلار) و لیتوانی (۱۳٫۶۷۰ دلار) با مجموع فروش ۳۴۸٫۳۲۱ اکران شد. در پایان هفته ژوئیه، فیلم در پادشاهی متحده (۳٫۳۸۶٫۸۲۷ دلار)، یونان (۳۶۷٫۸۴۵ دلار)، اسرائیل (۲۰۰٫۳۷۲ دلار)، آفریقای جنوبی (۱۹۳٫۶۳۲ دلار)، نروژ (۱۰۹٫۲۵۲ دلار) و آفریقای شرقی (۷٫۳۲۴ دلار) به‌نمایش درآمد.

## بازخورد

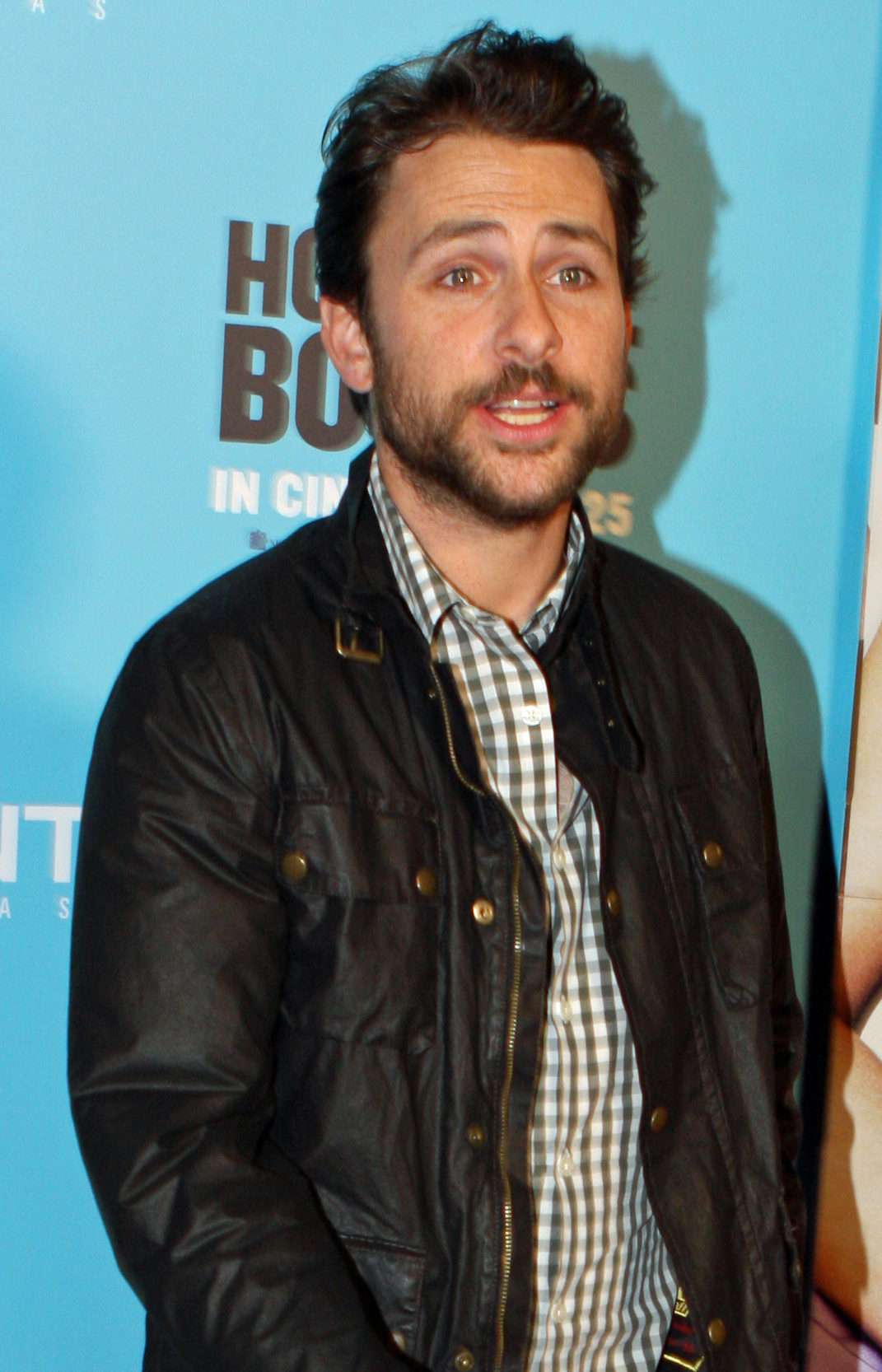
عملکرد چارلی دی، تحسین منتقدان را در پی داشته‌است.

رئیس‌های وحشتناک به‌طور کلی، نظرات مثبتی دریافت کرد. راتن تومیتوز با بررسی نظرات ۲۲۰ منتقد، اعلام کرد که نظر ٪۶۹ آن‌ها درباره فیلم، مثبت بوده و به‌صورت میانگین، نمره ۶٫۲ از ۱۰ به آن داده‌اند. متاکریتیک نیز بر اساس نظرات ۴۰ منتقد، به این فیلم، نمره ۵۷ از ۱۰۰ داده‌است که حاکی از «نظرات مخلوط یا متوسط» است. مخاطبان سینماسکور نیز از مقیاس +A تا F به فیلم، نمره «+B» داده‌اند.

### تمجیدها
| جوایز و نامزدی‌ها | جوایز و نامزدی‌ها             | جوایز و نامزدی‌ها                          | جوایز و نامزدی‌ها | جوایز و نامزدی‌ها |
| سال              | جایزه                        | دسته‌بندی                                  | گیرنده           | نتیجه            |
| ---------------- | ---------------------------- | ----------------------------------------- | ---------------- | ---------------- |
| ۲۰۱۱             | جایزه فیلم به انتخاب منتقدان | بهترین فیلم کمدی                          | رئیس‌های وحشتناک  | نامزدشده         |
| ۲۰۱۱             | جایزه ستلایت                 | بهترین بازیگر نقش مکمل مرد – فیلم سینمایی | کالین فارل       | نامزدشده         |
| ۲۰۱۲             | جایزه تریلر طلایی            | بهترین فیلم کمدی                          | رئیس‌های وحشتناک  | نامزدشده         |
| ۲۰۱۲             | جایزه کمدی                   | بهترین بازیگر کمدی مرد                    | جیسون بیتمن      | نامزدشده         |
| ۲۰۱۲             | جایزه کمدی                   | بهترین بازیگر کمدی زن                     | جنیفر آنیستون    | نامزدشده         |
| ۲۰۱۲             | جایزه کمدی                   | بهترین فیلم کمدی                          | رئیس‌های وحشتناک  | نامزدشده         |
| ۲۰۱۲             | جایزه فیلم و تلویزیون بی‌ام‌آی | بهترین موسیقی فیلم                        | کریستوفر لنرتز   | پیروز            |
| ۲۰۱۲             | جایزه سینمایی ام‌تی‌وی         | بهترین نقش منفی                           | کالین فارل       | نامزدشده         |
| ۲۰۱۲             | جایزه سینمایی ام‌تی‌وی         | بهترین نقش منفی                           | جنیفر آنیستون    | پیروز            |

## دنباله
ست گوردون در ژوئیه ۲۰۱۱ تأیید کرد که پس از موفقیت مالی فیلم در ایالات متحده، مذاکرات برای ساخت ادامه فیلم، در حال انجام است. در ۴ ژانویه ۲۰۱۲ تأیید شد که دنباله‌‌ای برای فیلم ساخته‌خواهد شد و گلداستاین و دالی برای نگارش فیلم‌نامه بازخواهند گشت. نیو لاین سینما گزارش کرد که در حال مذاکره با گوردون برای کارگردانی است و انتظار می‌رود که بیتمن، دی و سودیکس برای ایفای نقش‌های خود بازگردند. در آگوست ۲۰۱۳، اعلام شد که گوردون به‌دلیل مشکلات برنامه‌ریزی برای کارگردانی بازنمی‌گردد و استودیو در جستجوی جایگزین است. در سپتامبر ۲۰۱۳، شان آندرس جایگزین گوردون شد و جان موریس به‌عنوان تهیه‌کننده به گروه تولید پیوست؛ این دو پیش از آن، فیلم‌نامه گلداستاین و دالی را بازنویسی کرده‌بودند. قرار بود فیلم‌برداری در تابستان ۲۰۱۳ انجام شود؛ اما در نوامبر ۲۰۱۳ آغاز شد. فاکس، آنیستون و اسپیسی برای ایفای نقش‌های قبلی‌شان به پروژه پیوستند و کریستف والتس و کریس پاین نیز به جمع بازیگران اضافه شدند. سرانجام رئیس‌های وحشتناک ۲ در ۲۶ نوامبر ۲۰۱۴ منتشر شد.